# Magnolia opipara
Magnolia opipara là một loài thực vật có hoa trong họ Magnoliaceae. Loài này được (Hung T.Chang & B.L.Chen) Sima mô tả khoa học đầu tiên năm 2001.